# 福井高等工業学校
| 福井高等工業学校 （福井高工） | 福井高等工業学校 （福井高工）       |
| ----------------------------- | ----------------------------------- |
| 創立                          | 1923年                              |
| 所在地                        | 福井県吉田郡西藤島村 （現・福井市） |
| 初代校長                      | 関盛治                              |
| 廃止                          | 1951年                              |
| 後身校                        | 福井大学                            |
| 同窓会                        | 福井大学工業会                      |

福井高等工業学校 （ふくいこうとうこうぎょうがっこう） は、1923年 （大正12年） に設立された旧制専門学校 （実業専門学校）略称は 「福井高工」。

## 概要
- 第一次世界大戦後の高等教育機関増設政策で設立された官立高等工業学校の一つ。
- 創立時は本科 （修業年限3年） に建築科・機械科・繊維工業科の 3科を設置した （のちに工作機械科・電気科・化学機械科を増設）。
- 第二次世界大戦中に福井工業専門学校 （現在の福井高専との関連性は無い）  と改称された。
- 学制改革で新制福井大学工学部の母体となった。
- 同窓会は 「福井大学工業会」 と称し、旧制・新制 （工学部出身者） 合同の会である。

## 沿革

### 福井高等工業学校時代
- 1923年12月10日： 勅令第501号文部省直轄諸学校官制改正により福井高等工業学校設置。
- 1924年4月10日： 第1回入学式。
  - 本科学科は建築科・機械科・繊維工業科 （紡織分科・色染分科） の 3科。
- 1925年： 運動場完成 （約5000坪）。
  - 関初代校長は教育方針の一つとして体育重視を掲げていた。
- 1926年9月： 校歌制定。『九頭竜流域 福井の北に』 （高野辰三 作詞、中田章 作曲）
- 1927年3月： 第1回卒業。
- 1937年8月26日： 工業技術員養成科 （機械科） を設置 （文部省令第30号）。
  - 修業年限6ヶ月、入学資格は旧制中学校卒業程度。
- 1938年3月： 同窓会設立。
- 1938年11月： 第1回学生歌選定。『山紫に水清き』 （丹羽武雄 作詞、市川邦介 作曲）。
- 1939年4月1日： 工業技術員養成科を廃止、機械技術員養成科を設置。
  - 修業年限2年。9月11日、第1回入学式。
- 1939年5月： 本科に工作機械科・電気科を増設。
- 1942年： 本科に化学機械科を増設。

### 福井工業専門学校時代
- 1944年4月： 福井工業専門学校と改称。
  - 本科学科を改組、建築科・機械科・化学工業科・電気科・化学機械科の 5科となる。
  - 旧繊維工業科の設備は京都繊専紡織科に移設された。
- 1945年： 文部省科学研究補助技術員養成科を設置。
  - 計算製図科・計算測定科・電気計測科。
- 1945年7月19日： 空襲で校舎設備 6398坪中 4606坪を焼失。
- 1945年11月： 生徒大会、舞鶴の旧海軍施設への移転案に反対決議。
  - 福井市や地元業界からの反発も強く、鯖江・武生への移転案も立ち消えに。
- 1946年4月： 本科に紡織科・色染科が復活。
  - 本科学科は機械科・建築科・電気科・紡織科・色染科の 5科となる。
- 1947年1月： 福井工業大学設置期成会結成。
- 1948年5月： 文部省の一県一大学方針により、師範学校と合同で大学昇格へ。
- 1948年6月28日： 福井地震で校舎設備に被害 （全壊995坪・半壊735坪、残存955坪）。
- 1948年7月： 九頭竜川氾濫で浸水、機械設備に被害。
- 1949年5月31日： 新制福井大学発足。
  - 旧制福井工専は工学部 （建築学科・紡織学科・繊維染料学科） の母体となって包括された。
- 1951年3月： 旧制福井工業専門学校、廃止。

## 歴代校長
- 初代： 関盛治 （1923年12月11日[1] - 1932年5月）
- 校長事務取扱： 前田復三
- 第2代： 前田復三 （1932年5月 - 1937年9月2日死去）
- 校長事務取扱： 坂部保治
- 第3代： 太田代唯六 （1937年9月 - 1944年11月）
  - 前・桐生高等工業学校教授
- 第4代： 重松倉彦 （1944年11月 - 1951年3月）
  - 新制福井大学工学部 初代学部長

## 校地の変遷と継承
創立時から廃止まで、吉田郡西藤島村牧の島 （現・福井市文京） の校地を使用した。同校地は後身の新制福井大学に引き継がれた。

## 著名な出身者
福井大学の人物一覧を参照。

## 関連書籍
- 作道好男 『福井大学工学部五十年史』 財界評論新社、1974年。